# 뿌리

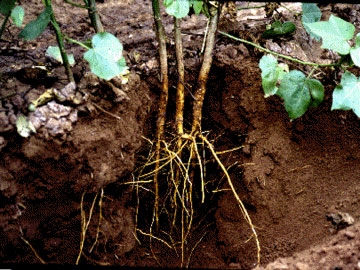
뿌리

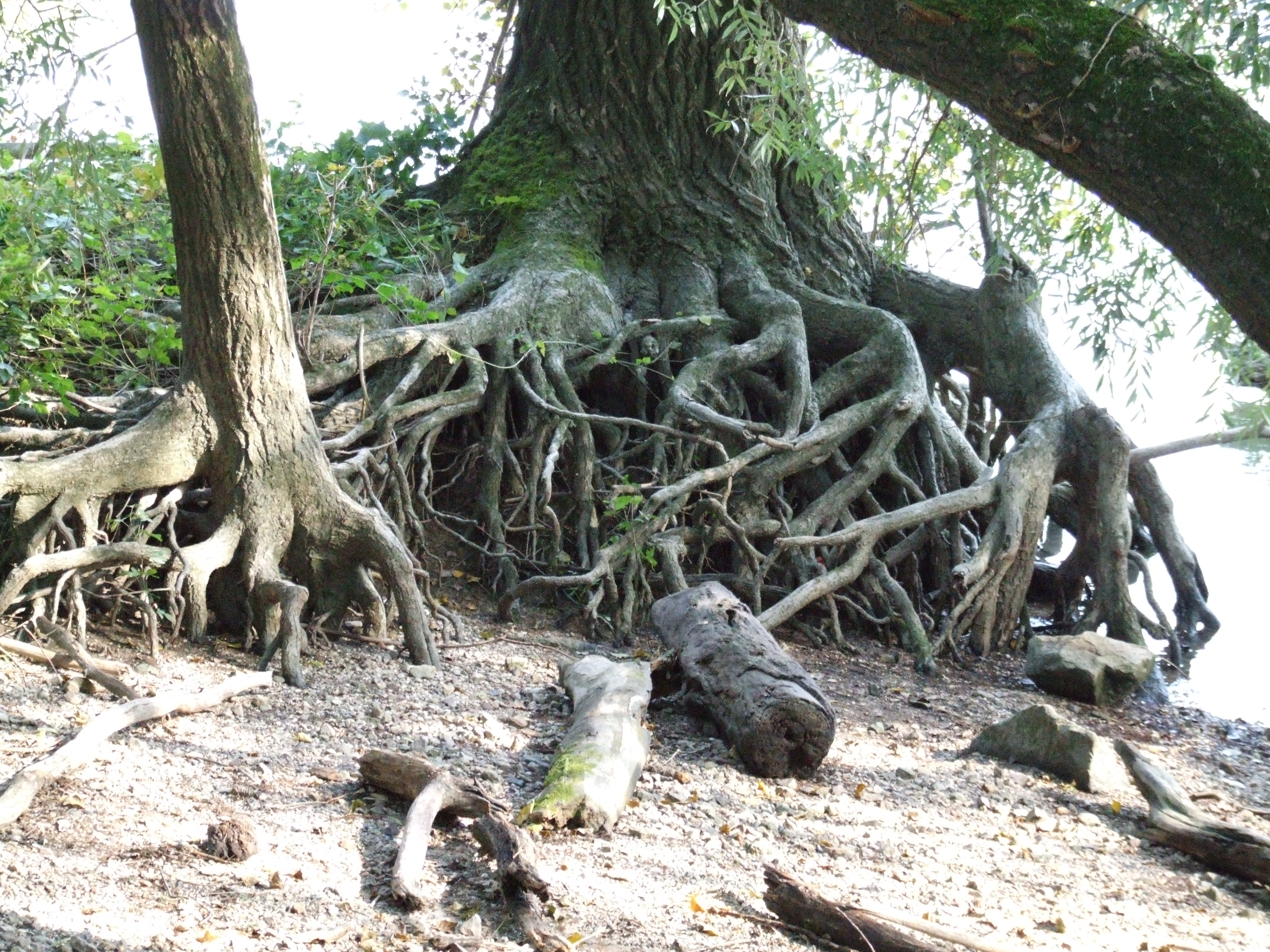

뿌리는 식물을 지지해주는 역할을 하는 지하에 묻힌 식물조직이다. 근본(根本)이라고도 부른다. 식물를 땅에 고착시키며, 흙으로부터 물과 양분을 흡수하고 식물체가 이용할 수 있게 한다. 이때 흙 속의 물과 무기양분은 뿌리털을 통하여 흡수되어, 뿌리의 통도 조직을 거쳐 줄기의 통도 조직으로 보내진다. 뿌리의 구조는 잎이나 줄기와는 달리 종류에 따라 거의 비슷하다. 예를 들어, 모든 관속식물의 뿌리는 방사 중심주로 되어 있다.
한편, 뿌리의 조직은 생장점에서 만들어지는데, 뿌리의 생장점은 그 끝쪽으로는 뿌리골무를 만들므로, 사실상 뿌리의 거의 모든 조직은 생장점의 조금 안쪽 부분에서 만들어진다고 할 수 있다. 그러나 곁뿌리는 생장점에서 만들어지는 것이 아니고, 일단 성숙한 상태의 내부 조직에 그 원기가 만들어져 조직을 뚫고 나옴으로써 생성되는 것이다.

## 구조
뿌리를 횡단하여 보면 만들어진 지 얼마 되지 않은 끝부분에는 바깥쪽에 뿌리골무가 자리하고 있으나, 그 위쪽의 성숙된 부분에서는 가장 바깥쪽에 표피가 둘러싸여 있는 것을 볼 수 있다. 비교적 어린 뿌리의 표피층에서는 표피가 길게 변형된 뿌리털이 군데군데 나와 있다. 이러한 표피의 안쪽에는 여러 층의 피층이 있으며, 피층의 가장 안쪽에는 내피가 자리잡고 있다. 피층 세포는 유조직 세포로 이루어져 있고, 세포 사이에는 세포 간극이 발달되어 있다. 그러나, 피층과는 달리 내피 안쪽의 유조직 세포인 내초에는 세포 간극이 거의 없다. 한편, 내피의 안쪽에는 내초에 둘러싸인 물관부와 체관부가 방사상으로 분포하고 있어 뿌리의 관다발계를 형성하고 있다.

### 표피 세포와 뿌리털
뿌리의 표피계로는 표피 세포와 뿌리털을 들 수 있다. 표피는 뿌리의 겉을 둘러싸고 있어 내부를 보호하며, 어린 뿌리의 표피 일부는 뿌리털로 변형되어 있다. 뿌리털은 대체로 뿌리 끝의 1cm 위로부터 수cm에 걸쳐 발달하는데, 오래 된 부분은 그 기능을 상실하는 경우가 많다. 이와 같은 뿌리털은 아주 가늘고 길며 또한 많은 수가 생기므로, 뿌리의 표면적을 넓혀 결과적으로 흡수력을 증대시키는 역할을 한다. 흔히 뿌리의 흡수는 오로지 뿌리털에 의해서만 행해지고 있는 것처럼 생각되기도 하나, 실제로는 뿌리털 주변의 표피 세포에서도 흡수가 일어난다.

### 뿌리골무
뿌리골무는 식물 뿌리의 끝쪽에 자리한 조직의 일종이다.

### 피층
피층은 표피와 내피 사이의 부분으로, 후에 내피가 되는 부분의 세포가 분열을 되풀이함으로써 만들어진다.

### 내피
내피는 피층의 가장 안쪽 층으로 중심주와의 경계가 되며, 뿌리 속에서 원기둥 모양으로 배열되어 있는 한 층의 세포층이다. 내피의 세포들은 피층과 달리 서로 밀착되어 있어서, 안팎으로 통하는 세포 간극을 전혀 찾아볼 수 없다. 뿐만 아니라 세포의 안쪽으로 향한 면과 바깥쪽으로 향한 면을 제외한 위 ·아래·오른쪽·왼쪽의 4면에는 '카스파리 선(線)'이라는 특수화된 부분이 있어, 세포를 더욱 밀착시켜 주는 역할을 한다. 이 카스파리 선은 그 모양이 여러 가지인데, 대부분 리그닌 또는 수베린 아니면 두 가지 모두로 이루어져 있으며, 그 크기도 겨우 관찰할 정도의 작은 것에서부터 큰 것까지 여러 종류가 있다. 따라서, 뿌리가 흡수한 물질은 내피층의 세포 속을 통과하지 않으면 뿌리의 통도 조직에 들어갈 수 없으며, 이곳에서 엄밀한 물질의 선택이 이루어진다.

### 중심주
중심주는 뿌리나 줄기의 중심부이다.

### 부름켜
부름켜는 식물에서 식물 성장을 위해 미분화세포를 제공하는 조직층이다.

## 종류
뿌리는 줄기나 잎에 비해 식물에 따른 차이가 적으므로 자연히 그 종류가 적은 편이지만, 그래도 지구상의 많은 식물 중에는 여러 종류의 뿌리가 있다. 씨 속의 배(胚)에 이미 만들어져 있는 뿌리는 어린뿌리로, 씨가 발아하여 어린뿌리가 자라게 되면 원뿌리가 된다. 이어 원뿌리의 내초 부분에서 곁으로 발생하는 것이 곁뿌리이다. 한편, 줄기가 땅에 접해 있을 때나 축축한 땅 위에 놓인 베고니아 등의 잎에서는 막뿌리가 생긴다. 이와 같이, 대부분의 식물체는 적당한 조건만 갖추어지면 필요에 따라 뿌리를 발생시킬 수 있는데, 많은 경우 뿌리에서뿐만 아니라 줄기나 잎에서도 막뿌리가 형성된다. 쌍떡잎식물이나 겉씨식물에서는 배의 어린뿌리가 원뿌리로 잘 성장하여 여기에서 가느다란 곁뿌리가 생기는 것이 대부분이다. 그러나 이에 대하여 외떡잎식물에서는 어린뿌리가 잘 자라지 못하고, 대신 배축이나 줄기에 많은 막뿌리가 발생하여 뿌리털이 된다. 뿌리는 일반적으로 땅 속에 있으면서 식물체를 지탱하며, 물과 양분을 흡수하는 역할을 한다고 알려져 있지만 이 외에 다른 여러 가지 기능을 가진 뿌리들도 많다.

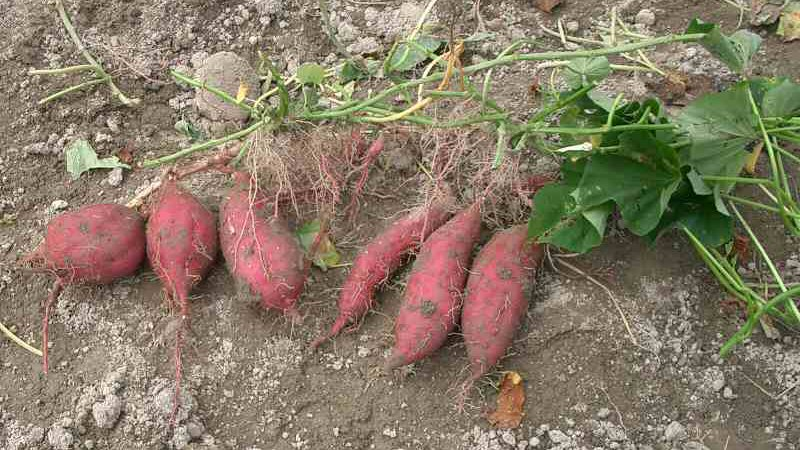
고구마의 덩이뿌리
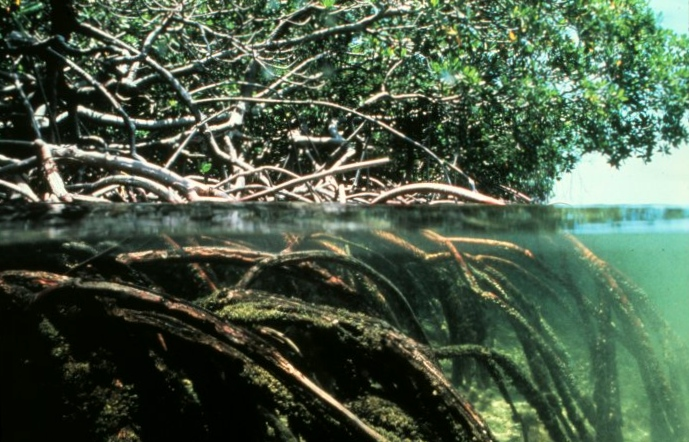
망그로브의 공기뿌리
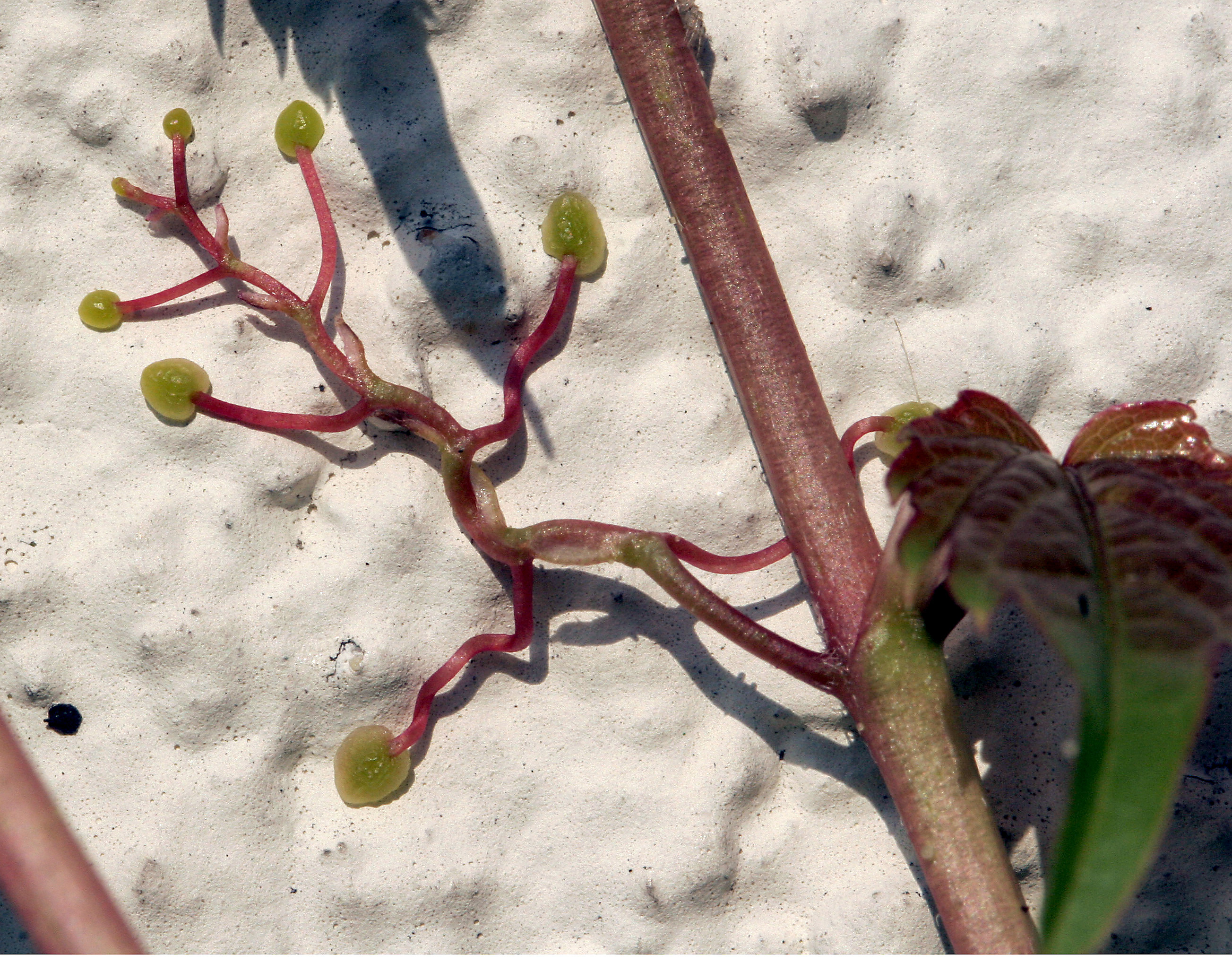
담쟁이덩굴의 붙임뿌리
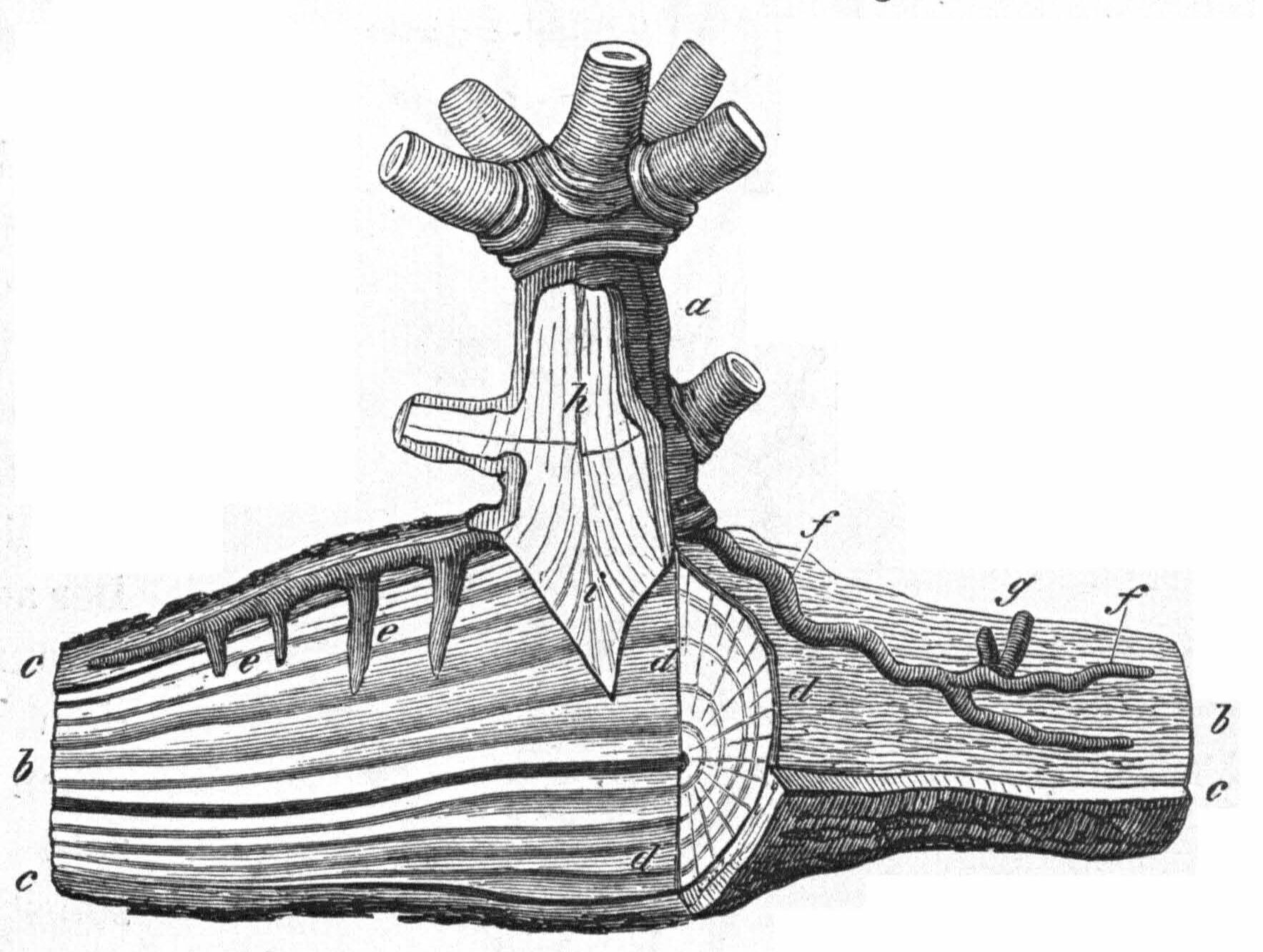
겨우살이의 기생뿌리

### 덩이뿌리
덩이뿌리는 우리에게 가장 익숙한 뿌리의 변태형으로서, 비대한 뿌리 속에 영양분을 저장하고 있는 것이 특징이다. 여기에는 고구마·무·당근·우엉 등이 속한다. 이 중 고구마는 뿌리의 물관 주변에 작은 부름켜가 만들어지고, 이 부름켜에서 많은 유조직 세포가 만들어짐으로써 뿌리가 비대해진 것이다.

### 공기뿌리
땅이나 물 위로 나와 공기 중에 노출되어 있는 뿌리를 '공기뿌리'라고 한다. 기근 또는 호흡뿌리라고도 부른다. 식물 중에는 공기뿌리가 많이 생겨 식물체를 지탱하는 것(낙지다리), 줄기의 면을 두껍게 덮어 보호뿌리가 되는 것(시아테아), 공중에서 수분을 흡수하는 '근피'라고 하는 부분을 갖춘 것(난초과, 천남성과), 기체 교환을 위해 특수화된 '통기근'을 갖춘 것(낙우송, 맹그로브) 등이 있다.

### 기타
덩이뿌리나 공기뿌리 외에도 다른 식물의 줄기에 달라붙어 몸을 지탱하는 붙임뿌리(담쟁이덩굴)가 있으며, 또한 다른 식물체에 들어가서 양분을 흡수할 수 있도록 만들어진 기생뿌리(겨우살이, 새삼)도 있다. 한편 클라도푸스속에서 볼 수 있는 동화뿌리는 물 속에서 녹색을 띠고 있으며, 퇴화된 줄기와 잎을 대신하여 동화 작용을 한다.

## 같이 보기
- 수근계
- 균근
- 우드 와이드 웹
- 식물생리학
- 옥신
- 주근 (식물학)

## 참고 자료
- 이 문서에는 다음커뮤니케이션(현 카카오)에서 GFDL 또는 CC-SA 라이선스로 배포한 글로벌 세계대백과사전의 내용을 기초로 작성된 글이 포함되어 있습니다.